# IC 4868
IC 4868 ist ein Doppelstern im Sternbild Teleskop. Das Objekt wurde am 16. Oktober 1895 von Robert Innes entdeckt.